# Vaccinium
Vaccinium L., 1753 è un genere di piante appartenenti alla famiglia delle Ericacee, i cui frutti sono comunemente noti come mirtilli.

## Descrizione

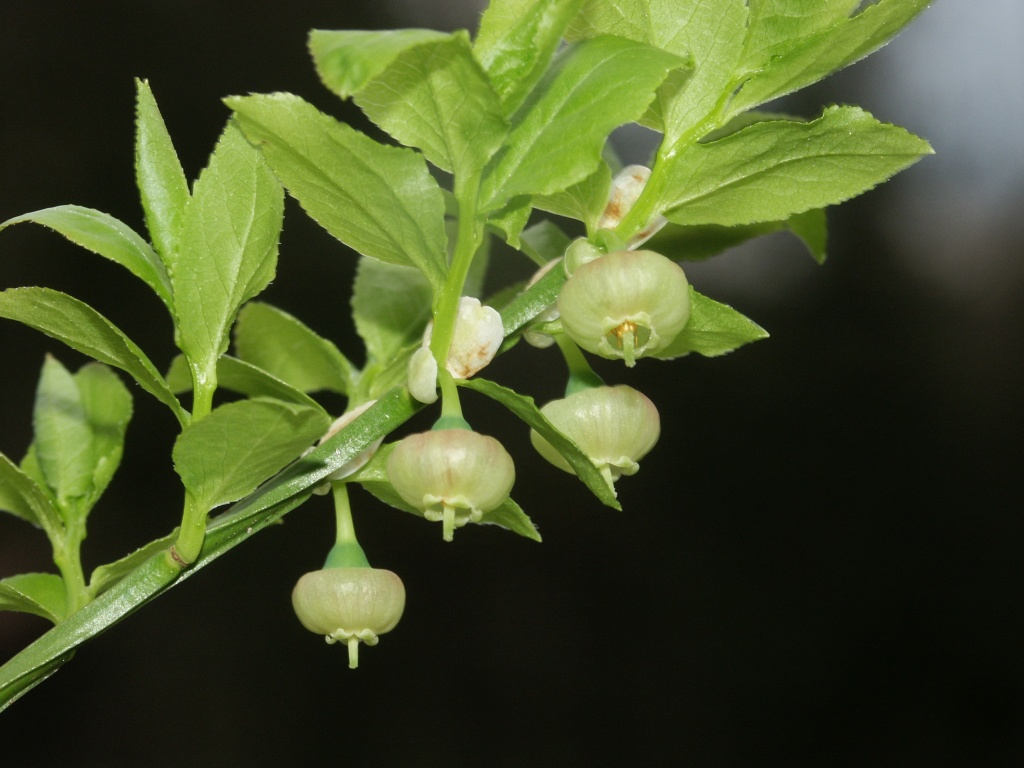
Mirtillo in fiore. Notare l'aspetto dei fiori, tipico delle Ericacee

Le specie di questo genere sono in prevalenza piccoli arbusti; il gigante tra i mirtilli, Vaccinium arboreum del Nord America, è un piccolo albero, che può arrivare a 9 m; la gran parte delle specie (in particolare quelle presenti in Italia) è di piccole dimensioni o addirittura strisciante.

Il mirtillo nero (Vaccinium myrtillus) fiorisce in maggio e fruttifica in luglio-agosto, ha foglie ovali e frutti bluastri. Il mirtillo rosso (Vaccinium vitis-idaea) ha foglie coriacee sempreverdi, con fiori bianchi o rosa, riuniti in grappoli terminali; produce bacche rosse commestibili ma amarognole.
I fiori hanno una forma tipica a orcio rovesciato, con petali saldati tra loro. Questa forma è comune a tutte le Ericacee.
I frutti hanno l'aspetto di bacche, ma in realtà sono false bacche, perché si originano - oltre che dall'ovario - da sepali, petali e stami.

## Distribuzione e habitat
Il genere ha una distribuzione cosmopolita.
La maggior parte delle specie vive nell'emisfero settentrionale e soprattutto in climi temperati e freddi, ma non mancano mirtilli propri di aree tropicali come le Hawaii, il Madagascar, Giava.
In Italia il genere Vaccinium cresce allo stato spontaneo sui monti del Centro e del Nord.

## Tassonomia
Il genere comprende 470 specie

## Produzione
| Maggiori produttori di mirtilli (2012) (in tonnellate) | Maggiori produttori di mirtilli (2012) (in tonnellate) |
| ------------------------------------------------------ | ------------------------------------------------------ |
| Stati Uniti                                            | 214 708                                                |
| Canada                                                 | 120 929                                                |
| Polonia                                                | 11 251                                                 |
| Germania                                               | 8 843                                                  |
| Francia                                                | 8 231                                                  |
| Messico                                                | 7 191                                                  |
| Paesi Bassi                                            | 6 000                                                  |
| Spagna                                                 | 5 000                                                  |
| Svezia                                                 | 3 000                                                  |
| Nuova Zelanda                                          | 2 526                                                  |
| Mondo                                                  | 399 309                                                |

## Usi

### Usi alimentari

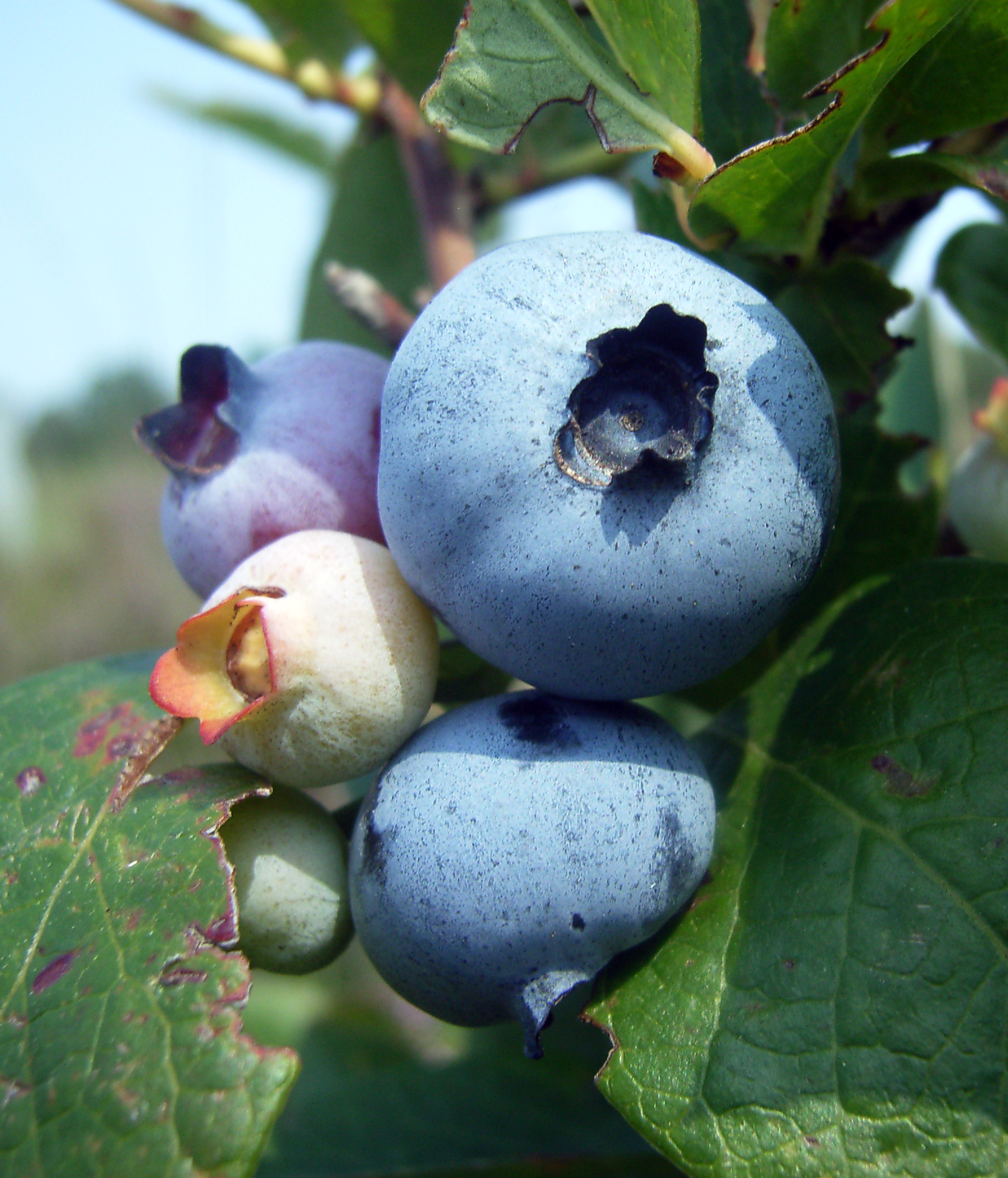
Mirtillo gigante americano.

Molte specie di mirtilli producono bacche commestibili, più o meno aspre secondo la specie e il grado di maturazione. Tra le altre, citiamo il mirtillo nero (il più usato) e il mirtillo rosso.
Il mirtillo, in generale, contiene discrete quantità di acidi organici (citrico, malico, etc.), zuccheri, pectine, tannini, mirtillina (glucoside colorante), antocianine, vitamine A e C e, in quantità minore, vitamina B.
Si sottolinea l'influenza favorevole delle antocianine sui capillari della retina e su tutti gli altri capillari in generale.
Il succo di mirtillo è consumato sempre di più per via delle sue proprietà benefiche.

### Usi officinali
Il frutto del mirtillo contiene alcune antocianine, tra cui: cianidina, delfinidina, pelargonidina, malvidina, peonidina, irsutidina e petunidina.
Alcune di queste sostanze sono considerate utili per la circolazione sanguigna, tant'è che numerosi farmaci indicati nelle situazioni di fragilità capillare o per problemi vascolari sono a base di mirtillina.
Sono inoltre indicati per gli occhi (miopia e retinopatia), contro l'affaticamento visivo notturno e contro il diabete.
Il frutto è indicato, inoltre, come antisettico urinario e, soprattutto se essiccato, ha proprietà astringenti e può essere utilizzato come antidiarroico.